# Віняр Ганна Миколаївна
Віняр Ганна Миколаївна (нар. 2 січня 1959 року, с. Немиринці, УРСР, СРСР) — мовознавець, педагог, лексикограф, кандидат філологічних наук.

## Біографічні дані
Народилася 2 січня 1959 року в с. Немиринці Городоцького району Хмельницької області. 
У 1976  1981 році закінчила Чернівецький державний педагогічний університет за спеціальністю «українська мова і література». 
Потім до 1987 року працювала вчителем української мови й літератури у Криворізькій середній школі № 91.
У 1993 році захистила кандидатську дисертацію «Словотворчі тенденції в сучасній українській мові (на матеріалі усного і писемного мовлення 80-х — поч. 90-х років ХХ ст.)» (науковий керівник  Баранник Д. Х.).
Потім — старший викладач на кафедрі  української мови Криворізького педагогічного інституту. З 1989 по 1992 — аспірант кафедри української мови Дніпропетровського національного університету, згодом повернулася на роботу старшого викладача. З 1994 по 2002 — доцент кафедри української мови КДПІ, з 2002 по 2008 — завідувач кафедри. Викладала дисципліни «Сучасна українська літературна мова», «Історія української мови», «Українська діалектологія».
З 2009 по 2022 — директор бібліотеки КДПІ. У січні 2022 року вийшла на пенсію.

## Наукова робота
Наукові інтереси: проблеми новітнього словотворення, культура мовлення та бібліотекознавство. 
З 1991 року — брала активну участь у профільних наукових конференціях різних рівнів. 
Авторка понад 60 наукових та навчально-методичних публікації, упорядник трьох видань «Словника новотворів української мови» (80-х —90-х років — 2000 року, ХХ  сторіччя — 2002 року, ХХІ сторіччя — 2005 року видання).
Працювала над докторською дисертацією «Національні та глобалізаційні тенденції в сучасному українському словотворенні» (науковий консультант Стишов О. А.).

## Нагороди
- Нагороджена почесними грамотами та подяками університету, департаменту освіти, виконкому Криворізької міської ради;
- Почесна грамота Міністерства освіти і науки України (2004);
- Нагрудний знак «Відмінник освіти України» (2008)[3].